# Colombia op de Olympische Zomerspelen 1992
Colombia nam deel aan de Olympische Zomerspelen 1992 in Barcelona, Spanje. Het was de dertiende deelname van het Zuid-Amerikaanse land, dat een bronzen medaille won dankzij atlete Ximena Restrepo (400 meter).

## Medailleoverzicht
| Sport    | Olympiër        | Discipline | Medaille |
| -------- | --------------- | ---------- | -------- |
| Atletiek | Ximena Restrepo | 400m (m)   | Brons    |

## Deelnemers en resultaten per onderdeel

### Atletiek
| Olympiër          | Discipline            | Resultaat | Prestatie                                                                                            |
| ----------------- | --------------------- | --------- | --- |
| Herder Vázquez    | 5000m (m)             | 39e       | serie 2: 9de in 14.06,80                                                                             |
| Herder Vázquez    | 10000m (m)            | 41e       | serie 3: 22ste in 30.07,55                                                                           |
| Carlos Grisales   | marathon (m)          | DNF       | niet gefinisht                                                                                       |
| Héctor Moreno     | 20km snelwandelen (m) | 9e        | 1:26.23                                                                                              |
|                   |                       |           | |
| Norfalia Carabali | 400m (v)              | 13e       | serie 4: 3de in 52,18 kwartfinale 4: 4de in 51,65 halve finale 2: 5de in 51,75                       |
| Ximena Restrepo   | 400m (v)              | Brons     | serie 1: 2de in 52,34 kwartfinale 1: 1ste in 50,63 halve finale 1: 2de in 49,76 finale: 3de in 49,64 |

### Boksen
| Olympiër             | Discipline  | Resultaat | Prestatie                              |
| -------------------- | ----------- | --------- | -------------------------------------- |
| Luis Retayud         | -48kg (m)   | 17e       | 1ste ronde: V van MGL Tsogtjargal: 2-8 |
| Jesús Salvador Pérez | -54kg (m)   | 17e       | 1ste ronde: V van FRA Wartelle: 5-12   |
| Edwin Cassiani       | -63,5kg (m) | 17e       | 1ste ronde: V van CUB Vinent: 4-27     |

### Boogschieten
| Olympiër         | Discipline      | Resultaat | Prestatie                              |
| ---------------- | --------------- | --------- | -------------------------------------- |
| María Echavarría | individueel (v) | 55e       | plaatsingsronde: 55ste met 1201 punten |

### Gewichtheffen
| Olympiër              | Discipline  | Resultaat | Prestatie                                                         |
| --------------------- | ----------- | --------- | ----------------------------------------------------------------- |
| Roger Berrio          | -60kg (m)   | DNF       | trekken: 19de met 115kg stoten: geen geldige poging               |
| José Horacio Villegas | -60kg (m)   | 21e       | trekken: 14de met 117,5kg stoten: 21ste met 140kg totaal: 257,5kg |
| Eyne Acevedo          | -67,5kg (m) | 6e        | trekken: 10de met 130kg stoten: 5de met 170kg totaal: 300kg       |
| Álvaro Velasco        | -75kg (m)   | 17e       | trekken: 13de met 145kg stoten: 17de met 177,5kg totaal: 322,5kg  |

### Paardensport
| Olympiër                                      | Discipline     | Resultaat      | Prestatie |
| Springconcours                                | Springconcours | Springconcours | Springconcours |
| --------------------------------------------- | -------------- | -------------- | --- |
| Hugo Gamboa                                   | individueel    | 80e            | kwalificatie: 1ste ronde: 74ste met 14 punten 2de ronde: 77ste met 11 punten totaal: 25 punten                                                                                      |
| Juan Carlos García                            | individueel    | 25e            | kwalificatie: 36ste 1ste ronde: 68ste met 20 punten 2de ronde: 27ste met 61 punten 3de ronde: 25ste met 63 punten totaal: 144 punten finale: 1ste ronde: 25ste met 9,50 strafpunten |
| Manuel Torres                                 | individueel    | 64e            | kwalificatie: 1ste ronde: 80ste met 8 punten 2de ronde: 75ste met 13 punten 3de ronde: 38ste met 49,50 punten totaal: 70,50 punten                                                  |
| Juan Carlos García Manuel Torres Hugo Gamboa] | team           | 18e            | 1ste ronde: 19de met 107,5 strafpunten 2de ronde: 18de met 67,25 punten totaal: 174,75 punten                                                                                       |

### Schermen
| Olympiër        | Discipline | Resultaat | Prestatie                                                |
| --------------- | ---------- | --------- | -------------------------------------------------------- |
| Juan Miguel Paz | degen (m)  | 44e       | 1ste ronde groep 1: 4de met 3 overwinningen              |
| Mauricio Rivas  | degen (m)  | 7e        | 1ste ronde groep 5: 1ste met 6 overwinningen finale: 7de |

### Schietsport
| Olympiër            | Discipline              | Resultaat | Prestatie                                                              |
| ------------------- | ----------------------- | --------- | ---------------------------------------------------------------------- |
| Bernardo Tovar      | 50m pistool (m)         | 22e       | kwalificatie: 22ste met 553 punten (90-94-94-97-88-90)                 |
| Bernardo Tovar      | 25m snelvuurpistool (m) | 8e        | kwalificatie: 7de met 587 punten (294-293) finale: 8ste met 776 punten |
| Bernardo Tovar      | 10m luchtpistool (m)    | 31e       | kwalificatie: 31ste met 572 punten (96-96-97-94-95-94)                 |
| Hernando Barrientos | 10m bewegend doel (m)   | 21e       | kwalificatie: 21ste met 548 punten (278-270)                           |

### Voetbal
| Olympiër | Discipline | Resultaat | Prestatie                                                  |
| --- | ---------- | --------- | ---------------------------------------------------------- |
| Miguel Ángel Calero Faryd Mondragón Jorge Bermúdez Robeiro Moreno José Santa Víctor Marulanda Geovanis Cassiani Hermán Gaviria Harold Lozano Víctor Pacheco John Wilmar Pérez John Jairo Mejia Diego Osorio Omar Cañas Faustino Asprilla Iván Valenciano Carlos Alberto Uribe Víctor Aristizábal Gustavo Restrepo Jairo Zulbarán | mannen     | 14e       | groep B: V van Spanje: 0-4 G van Qatar: 1-1 V van EGY: 3-4 |

| Groep B |          |             |             |             |             |            |            |            |        |
| #       | Land     | Wedstrijden | Wedstrijden | Wedstrijden | Wedstrijden | Doelpunten | Doelpunten | Doelpunten | Punten |
| #       | Land     | G           | W           | G           | V           | V          | T          | Saldo      | Punten |
| 1       | Spanje   | 3           | 3           | 0           | 0           | 8          | 0          | +8         | 6      |
| 2       | Qatar    | 3           | 1           | 1           | 1           | 2          | 3          | -1         | 3      |
| 3       | Egypte   | 3           | 1           | 0           | 2           | 4          | 6          | -2         | 2      |
| 4       | Colombia | 3           | 0           | 1           | 2           | 4          | 9          | -5         | 1      |

| Ronde      | Datum    | Plaats   | Land | Score    | Land |
| ---------- | -------- | -------- | ---- | -------- | ---- |
| Groepsfase |          |          |      |          |      |
| 24 juli    | Valencia | Spanje   | 4-0  | Colombia |      |
| 27 juli    | Sabadell | Colombia | 1-1  | Qatar    |      |
| 29 juli    | Sabadell | Colombia | 3-4  | Egypte   |      |

### Wielersport
| Olympiër                                                    | Discipline                    | Resultaat | Prestatie |
| Baan                                                        | Baan                          | Baan      | Baan |
| ----------------------------------------------------------- | ----------------------------- | --------- | --- |
| Jhon González                                               | sprint (m)                    | 17e       | kwalificatie: 15de in 11,097 1ste ronde serie 2: 2de 1ste ronde herkansingen: V van Tsjecho-Slowakije Jeřábek |
| José Velásquez                                              | tijdrit (m)                   | 25e       | 1.10,143 |
| José Velásquez                                              | puntenkoers (m)               | 16e       | 1ste ronde serie 1: 6de met 22 punten (op 1 ronde) finale: 16de met 6 punten                                  |
| Alberny Vargas                                              | individuele achtervolging (m) | 20e       | kwalificatie: 20ste in 4.49,067                                                                               |
| Esteban López Fernando Sierra Alberny Vargas José Velásquez | ploegenachtervolging (m)      | 18e       | kwalificatie: 18de in 4.36,086                                                                                |
| Weg                                                         |                               |           | |
| Libardo Niño                                                | wegwedstrijd (m)              | 76e       | 4:44.05 |
| Héctor Palacio                                              | wegwedstrijd (m)              | 52e       | 4:35.56 |
| José Robles                                                 | wegwedstrijd (m)              | 49e       | 4:35.56 |

### Worstelen
| Olympiër      | Discipline  | Resultaat   | Prestatie                                                |
| Vrije stijl   | Vrije stijl | Vrije stijl | Vrije stijl                                              |
| ------------- | ----------- | ----------- | -------------------------------------------------------- |
| Romelio Salas | -74kg (m)   | 17e         | groep A: 9de V van JPN Hara: 0-16 V van CAN Holmes: 0-15 |

### Zwemmen
| Olympiër           | Discipline           | Resultaat | Prestatie                |
| ------------------ | -------------------- | --------- | ------------------------ |
| Alejandro Bermúdez | 400m vrije slag (m)  | 35e       | serie 3: 6de in 4.01,66  |
| Alejandro Bermúdez | 1500m vrije slag (m) | 25e       | serie 1: 2de in 16.01,77 |
| Alejandro Bermúdez | 200m rugslag (m)     | 26e       | serie 2: 2de in 2.04,46  |
| Alejandro Bermúdez | 400m wisselslag (m)  | 27e       | serie 2: 4de in 4.33,87  |

Albanië · Algerije · Amerikaanse Maagdeneilanden · Amerikaans-Samoa · Andorra · Angola · Antigua en Barbuda · Argentinië · Aruba · Australië · Bahama's · Bahrein · Bangladesh · Barbados · België · Belize · Benin · Bermuda · Bhutan · Bolivia · Bosnië en Herzegovina · Botswana · Brazilië · Britse Maagdeneilanden · Bulgarije · Burkina Faso · Canada · Centraal-Afrikaanse Republiek · Chili · China · Chinees Taipei · Colombia · Congo-Brazzaville · Cookeilanden · Costa Rica · Cuba · Cyprus · Denemarken · Djibouti · Dominicaanse Republiek · Duitsland · Ecuador · Egypte · El Salvador · Equatoriaal-Guinea · Estland · Ethiopië · Fiji · Filipijnen · Finland · Frankrijk · Gabon · Gambia · Gezamenlijk team · Ghana · Grenada · Griekenland · Groot-Brittannië · Guam · Guatemala · Guinee · Guyana · Haïti · Honduras · Hongarije · Hongkong · Ierland · IJsland · India · Indonesië · Irak · Iran · Israël · Italië · Ivoorkust · Jamaica · Japan · Jemen · Jordanië · Kaaimaneilanden · Kameroen · Kenia · Koeweit · Kroatië · Laos · Lesotho · Letland · Libanon · Libië · Liechtenstein · Litouwen · Luxemburg · Madagaskar · Malawi · Malediven · Maleisië · Mali · Malta · Marokko · Mauritanië · Mauritius · Mexico · Monaco · Mongolië · Mozambique · Myanmar · Namibië · Nederland · Nederlandse Antillen · Nepal · Nicaragua · Nieuw-Zeeland · Niger · Nigeria · Noord-Korea · Noorwegen · Oeganda · Oman · Oostenrijk · Pakistan · Panama · Papoea-Nieuw-Guinea · Paraguay · Peru · Polen · Portugal · Puerto Rico · Qatar · Roemenië · Rwanda · Saint Vincent‑Grenadines · Salomonseilanden · Samoa · San Marino · Saoedi-Arabië · Senegal · Seychellen · Sierra Leone · Singapore · Slovenië · Soedan · Spanje · Sri Lanka · Suriname · Swaziland · Syrië · Tanzania · Thailand · Togo · Tonga · Trinidad en Tobago · Tsjaad · Tsjecho-Slowakije · Tunesië · Turkije · Uruguay · Vanuatu · Venezuela · Verenigde Arabische Emiraten · Verenigde Staten · Vietnam · Zaïre · Zambia · Zimbabwe · Zuid-Afrika · Zuid-Korea · Zweden · Zwitserland · Onafhankelijke olympische deelnemers